# Драган Андрић
Драган Андрић (Дубровник, 6. јун 1962) је некадашњи југословенски и српски ватерполиста и садашњи ватерполо тренер. Наступао је за Партизан из Београда читаву деценију, Пескару из Италије, шпанску Каталуњу и репрезентацију Југославије.
Са репрезентацијом Југославије освојио је златне медаље на Олимпијским играма у Лос Анђелесу 1984. и Сеулу 1988, а два пута је био и светски првак.
У Грчкој је тренирао Гилфаде, Хиос да би прешао у Панатанаикос. Био је селектор ватерполо репрезентација Савезне Републике Југославије на Олимпијским играма 1996, као и селектор ватерполо репрезентација Јапана и Грчке на Олимпијским играма 2012. у Лондону.
Био је у браку са глумицом Александром Јанковић.